# Austrolimnophila infidelis
Austrolimnophila infidelis är en tvåvingeart som beskrevs av Alexander 1929. Austrolimnophila infidelis ingår i släktet Austrolimnophila och familjen småharkrankar. Inga underarter finns listade i Catalogue of Life.